# Кокколанйоки
Кокколанйоки (Хийтоланйоки, в низовье Асиланйоки) (фин. Hiitolanjoki) — река в Финляндии и России, впадающая в Ладожское озеро.

## География и гидрология
Река берет исток в небольшом озере Кивиярви, связанном с крупным озером Симпелеярви, и протекает по территории региона Южная Карелия на самом востоке Финляндии, после чего проходит по территории Лахденпохского района республики Карелии, где имеет извилистое русло. Восточнее посёлка Куликово она впадает в озеро Вейяланъярви, вытекает из него (уже под названием Асиланйоки) и через четыре километра впадает в Ладожское озеро. Генеральное направление течения — юго-восток.

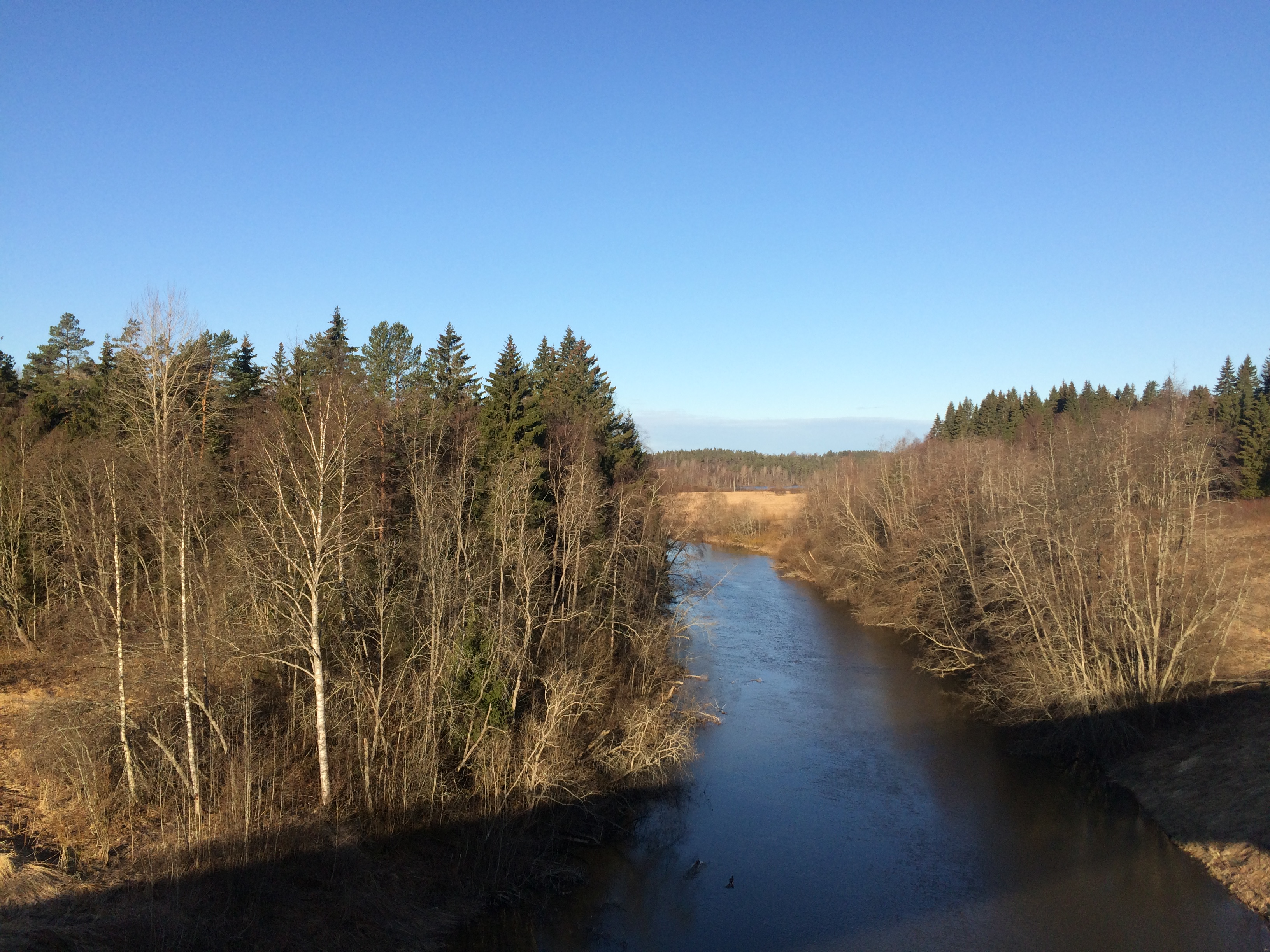
Асиланйоки. Вид по течению

Общая протяжённость реки 53 км (из них 9 км по территории Финляндии и 44 км по России). Площадь водосборного бассейна — 1415 км², из которых 1029 км² (73 %) расположены на территории Финляндии, оставшиеся 386 км² (27 %) на территории РФ. Средний расход воды — 11,3 м³/с. Высота истока — 68,7 м над уровнем моря.
По площади бассейна река занимает 25-е место в Финляндии. Размер водосбора реки Хиитоланйоки чуть превышает нижнее пороговое значение для большой реки (площадь 1000-10000 км²), но явно ближе по размеру к рекам среднего размера (100—1000 км²). Локально водораздел Хиитоланйоки можно считать средним. Среднее течение реки на государственной границе в районе плотины Кангаскоски составляет 8,8 м/с. Глубина реки колеблется от 0,5 до 3,5 метров.
Притоки (от истока к устью): Эняйоки (левый, впадает в 30 км от устья Кокколанйоки), Рихавараноя (левый), Отрасеноя (левый).
На реке 12 порогов — Юванкоски, Ууденсилланкоски, Ритакоски, Лахнасенкоски, Кангаскоски, Риоянкоски, Айроянкоски, Тойканкоски, Каллиокоски, Сюрякоски, Сахакоски (Иванкоски) и Асиланкоски. Величина падения реки от озера Симпелеярви до Ладоги составляет около 64 метров, из которых 27 метров на финской стороне и 37 метров на российской. Сток реки регулируется плотиной ГЭС Юванкоски. С 1965 года река Хиитоланйоки находится под контролем совместной финско-российской Комиссии по трансграничным водам.

## Хозяйственное использование
Река Хиитоланйоки на протяжении столетий служила водным маршрутом, источником рыбы, транспортным каналом для сплава леса, источником энергии для мельниц и лесопилок, а затем и для гидроэлектростанций.

### Гидроэнергетика
Река используется для получения электроэнергии уже более ста лет. Сегодня на российской части реки нет действующих электростанций, пороги свободны. Электростанции на финской стороне по-прежнему работают. На порогах Юванкоски, Ритакоски, Лахнасенкоски и Кангаскоски располагается каскад малых гидроэлектростанций, электроэнергия с которых поступает в общегосударственную электросеть.
- ГЭС Лахнасенкоски, одна из старейших электростанций с деревянными конструкциями в Финляндии, построена в 1911 году. Высота водопада составляет 8 метров.
- ГЭС Юванкоски построена в 1920 году, вырабатываемая ею энергия была предпосылкой появления промышленности в Симпеле. В годы войны электростанция была частично разрушена, восстановлена в 1948 году. Сейчас ГЭС находится на территории завода Metsä Board.
- ГЭС Ритакоски построена в 1921 году, высота водопада 6 метров.
- ГЭС Кангаскоски построена в 1925 году. на ней впервые была использована изготовленная в Финляндии турбина Каплана. Высота водопада составляет 6 метров.

### Промышленность
В начале XX века электричество, вырабатываемое на порогах Хиитоланйоки, сыграло значительную роль в промышленном развитии региона. Одим из старейших промышленных центров Финляндии стал поселок Симпеле. Здесь в 1896 году финский промышленник Матти Ройха основал и построил завод по изготовлению бумаги. На заводе изначально производилась натуральная коричневая тонкая оберточная бумага, которая экспортировалась в Санкт-Петербург. В настоящее время это картонный завод Metsä Board. Завод производит тарный картон, упаковки для пищевых продуктов и товары медицинского назначения.

## Экологическое состояние
Основными факторами загрязнения являются сточные воды, сбрасываемых в финских населённых пунктах тремя очистными станциями. Помимо этого, целлюлозно-бумажный завод Metsä Board сбрасывает сточные воды через станцию с биологической очисткой загрязнённых вод. С 1970 года сокращается имевшее место загрязнение вод ртутью.

## Туристическое использование
В России река представляет интерес для спортивного водного туризма. В Финляндии Хиитоланйоки — универсальное и популярное место для экскурсий. Река привлекает любителей природы, туристов, орнитологов, рыбаков и тех, кто интересуется историей промышленности. В окрестностях порогов Ритакоски и Лахнасенкоски проходит живописная промышленно-историческая тропа и сеть велодорожек протяженностью около 4 км. Маршрут начинается от старой электростанции Ритакоски по течению реки. На крутых участках ландшафтной дорожки установлены лестницы и перила. Между порогами находятся мостки для ловли рыбы взаброс. Здесь можно пойматъ пресноводного лосося, речную миногу, форель и кумжу. Для рыбной ловли требуется лицензия. Вдоль реки Хиитоланйоки обитает много разных птиц, таких как камышевки, кулики, лебеди и цапли. В районе порога Лахнасенкоски находится башня для наблюдения за птицами.

## Природоохранные мероприятия
Хиитоланйоки является важнейшей рекой для подъёма лосося и форели из Ладоги. Поскольку электростанции на финской стороне сдерживают миграцию рыб в верхние воды, меры по освобождению реки принимаются уже около 20 лет. В 2004 году Фонд туристско-рекреационной зоны Южной Карелии (Финляндия) приобрел на берегу реки Хиитоланйоки зону отдыха площадью 32 гектара и совместно с Международной экологической организацией приступили к планированию закрытия электростанций и реставрации плотин, чтобы восстановить исчезающие запасы мигрирующих рыб. Условия жизни находящегося под угрозой исчезновения в этом регионе ладожского лосося будут значительно улучшены, когда плотины электростанций, которые не позволяют проникать рыбе в районы размножения, будут демонтированы и пороги будут восстановлены до их естественного состояния.

## Данные водного реестра
По данным государственного водного реестра России, река относится к Балтийскому бассейновому округу, водохозяйственный участок реки — к водным объектам бассейна Ладожского озера без рек Волхов, Свирь и Сясь, речной подбассейн реки — к Неве и рекам бассейна Ладожского озера (без подбассейна Свирь и Волхов, российская часть бассейнов). Относится к речному бассейну реки Нева (включая бассейны рек Онежского и Ладожского озера). Код объекта в государственном водном реестре — 01040300212102000010610.